# مرد و نامرد
مرد و نامرد فیلمی به کارگردانی سیاوش شاکری و نویسندگی کمال الدین شاهنده و پرویز نوری محصول سال ۱۳۴۵ است.

## داستان
قماربازی توسط مرد شروری، که پول‌هایش را با تقلب در قمار باخته، از پا درمی‌آید...

## بازیگران
- رضا بیک ایمانوردی
- حسین ملاقاسمی
- محسن آراسته
- مینا
- کامی کسروی
- کتایون
- مهین دیهیم
- اکبر خواجوی
- هوشنگ اوج